# Hípica als Jocs Olímpics d'estiu de 1936
Als Jocs Olímpics d'Estiu de 1936 celebrats a la ciutat de Berlín (Alemanya) es disputaren sis proves d'hípica: doma clàssica, concurs complet i salts, tant en categoria individual com per equips. La competició es desenvolupà entre els dies 12 i 16 d'agost de 1936.

## Comitès participants
Hi participaren un total de 127 genets de 21 comitès nacionals diferents:
| - Alemanya (9) - Àustria (8) - Bèlgica (3) - Bulgària (3) - Dinamarca (4) - Estats Units (8) - Finlàndia (1) | - França (9) - Hongria (9) - Itàlia (6) - Japó (4) - Noruega (6) - Països Baixos (9) - Polònia (6) | - Portugal (3) - Regne Unit (6) - Romania (5) - Suècia (9) - Suïssa (6) - Turquia (4) - Txecoslovàquia (9) |

## Resum de medalles
| Prova                                | Or                                                                                              | Argent                                                                                          | Bronze                                                                                               |
| Doma clàssica individual detalls     | Heinz Pollay i Kronos                                                                           | Friedrich Gerhard i Absinth                                                                     | Alois Podhajsky i Nero                                                                               |
| Doma clàssica per equips detalls     | AlemanyaHeinz Pollay i Kronos · Friedrich Gerhard i Absinth · Hermann von Oppeln i Gimpel       | FrançaAndré Jousseaume i Favorite · Gérard de Ballorre i Debaucheur · Daniel Gillois i Nicolas  | SuèciaGregor Adlercreutz i Teresina · Sven Colliander i Kål XX · Folke Sandström i Pergola           |
| Concurs complet individual detalls   | Ludwig Stubbendorf i Nurmi                                                                      | Earl Thomson · i Jenny Camp                                                                     | Hans Lunding i Jason                                                                                 |
| Concurs complet per equips detalls   | Alemanya Ludwig Stubbendorf i Nurmi · Rudolf Lippert i Fasan · Konrad von Wangenheim i Kurfürst | Polònia Henryk Roycewicz i Arlekin III · Zdzisław Kawecki i Bambino · Seweryn Kulesza · i Tóska | Regne Unit Alec Scott i Bob Clive · Edward Howard-Vyse i Blue Steel · Richard Fanshawe i Bowie Knife |
| Salts d'obstacles individual detalls | Kurt Hasse i Tora                                                                               | Henri Rang i Delfis                                                                             | József Platthy i Sellő                                                                               |
| Salts d'obstacles per equips detalls | Alemanya Kurt Hasse i Tora · Marten von Barnekow i Nordland · Heinz Brandt i Alchimist          | Països Baixos Johan Greter i Ernica · Jan de Bruine i Trixie · Henri van Schaik i Santa Bell    | Portugal José Beltrão i Biscuit · Domingos de Sousa i Merle Blanc · Luís Mena e Silva i Fossette     |

## Medaller
| Posició | País          | Or | Argent | Bronze | Total |
| 1       | Alemanya      | 6  | 1      | 0      | 7     |
| 2       | Estats Units  | 0  | 1      | 0      | 1     |
| 2       | França        | 0  | 1      | 0      | 1     |
| 2       | Països Baixos | 0  | 1      | 0      | 1     |
| 2       | Polònia       | 0  | 1      | 0      | 1     |
| 2       | Romania       | 0  | 1      | 0      | 1     |
| 7       | Àustria       | 0  | 0      | 1      | 1     |
| 7       | Dinamarca     | 0  | 0      | 1      | 1     |
| 7       | Hongria       | 0  | 0      | 1      | 1     |
| 7       | Portugal      | 0  | 0      | 1      | 1     |
| 7       | Regne Unit    | 0  | 0      | 1      | 1     |
| 7       | Suècia        | 0  | 0      | 1      | 1     |